# Cuarteto Zitarrosa
El Cuarteto Zitarrosa fue un conjunto de guitarras formado en 1989, tras la muerte del cantor uruguayo Alfredo Zitarrosa, por sus últimos guitarristas: Eduardo "Toto" Méndez, Silvio Ortega, Carlos Morales y Julio César Corrales, con el propósito de mantener la música de Zitarrosa. Inicialmente se denominó simplemente "El Cuarteto."
En 1990 publican el disco "Milonga Tuya", con el sello Orfeo 91039. El disco, en homenaje a Zitarrosa, contiene 11 temas,  de los cuales 10 son cantados por artistas invitados. El único tema instrumental, y que da nombre al disco, es de autoría de la primera guitarra del conjunto, Eduardo "Toto" Méndez.
Al poco tiempo, Julio César Corrales, que interpretaba el guitarrón, decide abandonar el grupo.
En 1995, y con la incorporación de Marcel Cháves en el guitarrón, publican el disco "Milonga igual", con el sello RCA/BMG 74321-32415-2. Este segundo disco es diferente del primero en cuanto a que predominan los temas instrumentales, siendo que de los 14 temas solo uno es cantado por Washington "Canario" Luna, como invitado. La producción artística estuvo a cargo de Jorge Nasser, quien es además autor de dos de los temas interpretados.
En 1999 Eduardo "Toto" Méndez decide dejar el grupo y en su lugar ingresa como primera guitarra del conjunto, Julio Cobelli, quien había sido primera guitarra de Alfredo Zitarrosa entre 1984 y 1987.
En 2004 tras desavenencias internas, el grupo se disuelve.